# الاتحاد السعودي للروبوت والرياضات اللاسلكية
الاتحاد السعودي للروبوت والرياضات اللاسلكية هو الجهة الراعية لعدة رياضات وهي الروبوتات، القوارب اللاسلكية، الطائرات اللاسلكية، والسيارات اللاسلكية. تأسس في عام 2017، يرأسه وائل السرحان، وتشرف عليه وزارة الرياضة.

## إنجازات
حصلت السعودية على المركز الأول في بطولة الأولمبياد العالمي للروبوت WRO لعام 2022 المقامة في دورتموند في ألمانيا.